# Camp de Jacobi

Si un insecte es col·loca sobre una superfície i camina contínuament "endavant", per definició traçarà una geodèsica.

En la geometria riemanniana, un camp de Jacobi és un camp vectorial al llarg d'una geodèsica {\displaystyle \gamma } en una varietat riemanniana que descriu la diferència entre la geodèsica i una geodèsica "infinitesimament propera". En altres paraules, els camps de Jacobi al llarg d'una geodèsica formen l'espai tangent a la geodèsica a l'espai de totes les geodèsiques. Reben el nom de Carl Jacobi.
Definicions i propietats:
Els camps de Jacobi es poden obtenir de la següent manera: Preneu una família de geodèsics d'un paràmetre llis {\displaystyle \gamma _{\tau }} amb {\displaystyle \gamma _{0}=\gamma }, doncs
{\displaystyle J(t)=\left.{\frac {\partial \gamma _{\tau }(t)}{\partial \tau }}\right|_{\tau =0}}

Camp vectorial al llarg d'una geodèsica..

és un camp de Jacobi i descriu el comportament de les geodèsiques en un veïnatge infinitesimal d'una geodèsica determinada {\displaystyle \gamma }.
Un camp vectorial J al llarg d'una geodèsica {\displaystyle \gamma } es diu que és un camp de Jacobi si compleix l'equació de Jacobi:
{\displaystyle {\frac {D^{2}}{dt^{2}}}J(t)+R(J(t),{\dot {\gamma }}(t)){\dot {\gamma }}(t)=0,}
on D denota la derivada covariant respecte a la connexió Levi-Civita, R el tensor de curvatura de Riemann, {\displaystyle {\dot {\gamma }}(t)=d\gamma (t)/dt} el camp vectorial tangent, i t és el paràmetre de la geodèsica. En una varietat Riemanniana completa, per a qualsevol camp de Jacobi hi ha una família de geodèsics {\displaystyle \gamma _{\tau }} descrivint el camp (com en el paràgraf anterior).
L'equació de Jacobi és una equació diferencial ordinària lineal de segon ordre; en particular, els valors de {\displaystyle J} i {\displaystyle {\frac {D}{dt}}J} en un moment de {\displaystyle \gamma } determinar de manera única el camp de Jacobi. A més, el conjunt de camps de Jacobi al llarg d'una geodèsica donada forma un espai vectorial real de dimensió el doble de la dimensió de la varietat.
Com a exemples trivials de camps de Jacobi es poden considerar {\displaystyle {\dot {\gamma }}(t)} i {\displaystyle t{\dot {\gamma }}(t)}. Aquests corresponen respectivament a les següents famílies de reparametritzacions: {\displaystyle \gamma _{\tau }(t)=\gamma (\tau +t)} i {\displaystyle \gamma _{\tau }(t)=\gamma ((1+\tau )t)}.
Qualsevol camp de Jacobi {\displaystyle J} es pot representar d'una manera única com una suma {\displaystyle T+I}, on {\displaystyle T=a{\dot {\gamma }}(t)+bt{\dot {\gamma }}(t)} és una combinació lineal de camps de Jacobi i trivials {\displaystyle I(t)} és ortogonal a {\displaystyle {\dot {\gamma }}(t)}, per a tot {\displaystyle t}. El camp {\displaystyle I} llavors correspon a la mateixa variació de geodèsica que {\displaystyle J}, només amb parametritzacions modificades.